# トマス・アラルコン
トマス・ヘスス・アラルコン・ベルガーラ（Tomás Jesús Alarcón Vergara, 1999年1月19日 - ）は、チリ・リベルタドール・ベルナルド・オイギンス州ランカグア出身のサッカー選手。CSDコロコロ所属。ポジションはDF。

## クラブ経歴
2016年に地元のCDオヒギンスのトップチームに昇格。8月16日のデポルテス・イキケ戦で、16歳でプロデビュー。2018年シーズンより出場機会が増え、先発に定着。2020年9月13日のエベルトン・デ・ビニャ・デル・マール戦でプロ初ゴールを記録。初ゴール以降得点能力が開花し、以降ゴールを量産。同年シーズンは7ゴールを決めた。
2021年6月13日、カディスCFと契約したことが発表された。
2023年12月27日、レアル・サラゴサへの期限付き移籍が発表された。
2023年8月23日、2023-24シーズンはFCカルタヘナへレンタル移籍されることが決定した。
2025年1月22日、CSDコロコロに移籍した。

## 代表経歴
2019年に自国開催の南米ユース選手権に、U-20チリ代表で出場。同年5月にはトゥーロン国際大会に出場。更に9月にはフル代表初招集。6日のアルゼンチン戦でフル代表デビューを果たした。